# Joupanovski
Le Joupanovski ou  Zhupanovski (en russe : Жупановская Сопка, Zhupanovskaya Sopka) est un complexe volcanique situé au sud-est de la péninsule du Kamtchatka, à l'est de la Russie. Il se trouve à 70 km (à vol d'oiseau) au nord-est de Pétropavlovsk-Kamtchatski. Il est composé de quatre stratovolcans imbriqués.
Ce volcan est entré en éruption du 23 au 29 octobre 2013, après 54 ans de sommeil. Une nouvelle éruption débute le 6 juin 2014 et s'accentue à partir du 7 novembre 2014. Une explosion est enregistrée à 21 h 55 (UTC) et produit un panache de cendres qui s'élève à environ 10 km d'altitude. Plusieurs explosions plus petites avec des émissions de cendres se suivent au cours des jours suivants. Un panache s'étendant sur plus de 240 km de long a été observé au sud-est du Kamtchatka.

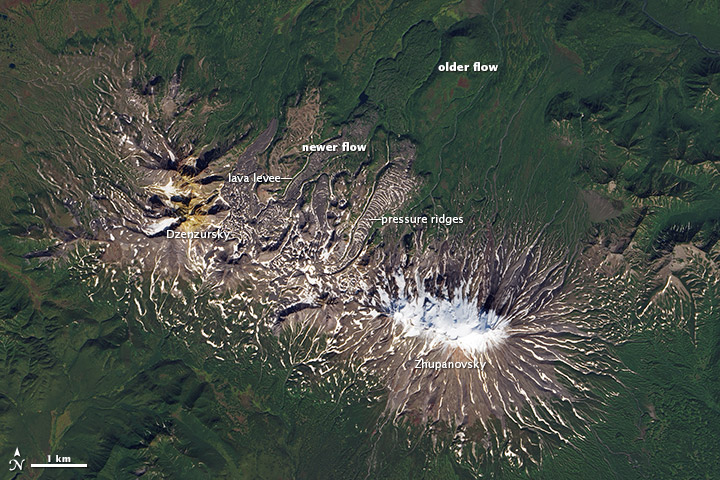
Photographie du programme Landsat montrant les coulées de lave récentes (octobre 2013) sur les flancs des volcans Joupanovski et Dzenzourski, au Kamtchatka.